# Provisorium
Provisorium (af latin, provisio = omsorg) betyder en "foreløbig ordning" eller en midlertidig lov.
Begrebet er særligt kendt i forbindelse med den danske politiker Jacob Brønnum Scavenius Estrup. Han brugte provisoriske love til at opretholde sine poster som konseilspræsident og leder af partiet Højre i den sidste halvdel af det 19. århundrede, indtil Venstre og Socialdemokratiet omsider havde nok magt og stemmer bag sig til at vælte partiet.